# Нильсен, Лассе
Ла́ссе Ни́льсен (дат. Lasse Nielsen; род. 8 января 1988, Ольборг, Северная Ютландия[…]) — датский футболист, защитник клуба «Вайле».

## Клубная карьера
Нильсен — воспитанник клуба «Ольборг» из своего родного города. В 2006 году он дебютировал за клуб в датской Суперлиге. В 2014 году он перешёл в нидерландский НЕК. Сумма трансфера составила 300 тыс. евро. 5 февраля в матче против НАК Бреда Нильсен дебютировал в Эредивизи. 15 февраля в поединке против «Валвейка» Лассе забил свой первый гол за НЕК.
Летом Нильсен перешёл на правах аренды в бельгийский «Гент». 14 сентября в матче против «Мускрон-Перювельз» он дебютировал в Жюпиле лиги. 26 декабря в поединке против «Кортрейка» Нильсен забил свой первый гол за «Гент». По окончании сезона руководство бельгийского клуба выкупило трансфер Лассе. В 2015 году он помог «Генту» впервые в истории выиграть чемпионат, а также завоевать Суперкубок Бельгии.
В начале 2017 года Нильсен перешёл в шведский «Мальмё». В матче против «Гётеборга» он дебютировал в Аллсвенскан лиге. 16 октября в поединке против «Норрчёпинга» Лассе забил свой первый гол за «Мальмё». В своём дебютном сезоне он помог клубу выиграть чемпионат.

## Международная карьера
В 2011 году в составе молодёжной сборной Дании Нильсен принял участие в домашнем чемпионате Европы. На турнире он был запасным и на поле так и не вышел.
15 августа 2012 года в товарищеском матче против сборной Словакии Нильсен дебютировал за сборную Дании.

## Статистика

### Матчи Нильсена за сборную Дании
| Матчи Нильсена за сборную Дании | Матчи Нильсена за сборную Дании | Матчи Нильсена за сборную Дании | Матчи Нильсена за сборную Дании | Матчи Нильсена за сборную Дании | Матчи Нильсена за сборную Дании |
| ------------------------------- | ------------------------------- | ------------------------------- | ------------------------------- | ------------------------------- | ------------------------------- |
| №                               | Дата                            | Соперник                        | Счёт                            | Голы Нильсена                   | Соревнование                    |
| 1                               | 15 августа 2012                 | Словакия                        | 1:3                             | —                               | Товарищеский матч               |

Итого: 1 матч / 0 голов; 0 побед, 0 ничьих, 1 поражение.

## Достижения
«Ольборг»
- Чемпионат Дании по футболу — 2013/2014
- Обладатель Кубка Дании — 2013/2014

«Гент»
- Чемпионат Бельгии по футболу — 2014/2015
- Обладатель Суперкубка Бельгии — 2015

«Мальмё»
- Чемпионат Швеции по футболу — 2017